# Terje, Jesper & Joachim
Dansk syrerock band dannet i 1965 og bestående af Terje Barnholdt, Jesper Schmidt og Joachim Ussing. Bandet indspillede en enkelt LP i August 1970 i Spectator Studios. Bandet gik i opløsning i 1972.
| Musik | Spire Denne musikartikel er en spire som bør udbygges. Du er velkommen til at hjælpe Wikipedia ved at udvide den. |